# Bapania
 (avril 2025).
Si vous disposez d'ouvrages ou d'articles de référence ou si vous connaissez des sites web de qualité traitant du thème abordé ici, merci de compléter l'article en donnant les références utiles à sa vérifiabilité et en les liant à la section « Notes et références ».
Bapania est un village de Guenon dans la commune rurale de Tiébélé de la province du Nahouri dans la région du Centre-Sud au Burkina Faso.

## Géographie
Bapania est situé au nord-est de la cour royale de Guenon derrière  la coline Tanssolo. Il est limité au nord par les AVV, à l'est par Idenia Kora, au sud est par le village d'Idenia Tanga et à l'ouest et au sud par le village Nabénia.
Un cours d'eau d'eau séparé le village de Bapania d'avec Nabénia et Idenia Tanga.

Une chaîne de collines sépare les habitations et les hameaux de culture.

## Économie
Le population du village de Bapania est essentiellement constitué d'agriculteurs.
Les principales cultures sont les céréales (mil, maïs, sorgho, ...), les oléagineux (arachides, ...), le haricot, le poids de terre, les féculents (fabérama, la patate, ...). Le commerce est essentiellement pratiqué par les femmes à travers les marchés de Kèba, Guénon et Guelwongo).
De par sa proximité avec le Ghan, les hommes s'y rendent pendant la saison sèche afin d'offrir leur main-d'œuvre dans les plantations et revenir à la saison pluvieuse pour les cultures fluviales. Ces dernières années, on assiste également à une migration des femmes en saison sèche vers le Ghana.

Quoi la terre de Bapania est riche, l'accès à l'eau pour les cultures de contre-saison est inexistant.

## Santé et éducation
Le centre de soins le plus proche de Bapania est le centre de santé et de promotion sociale (CSPS) de d'Idenia Kora (1,5 km) mais non équipé conséquemment et centre de santé et de promotion sociale (CSPS) de Guenon (5 km) tandis que le centre médical avec antenne (CMA) le plus proche se trouve à Pô.
Le village de Bapania n'a bénéficier d'une école primaire qu'à la rentrée scolaire 2024-2025 grâce au Programme de Réalisation des Infrastructures Socio-économique du Ministère de l'économie et des finances du Burkina Faso.
Les élèves issus du village de Bapania se rendaient jusqu' en 1997 à l'école primaire publique de Guénon situé à 5,5 km. À partir de 1997, les élèves du village de Bapania se rendaient à l'école primaire publique d'Idenia Kora encore plus proche.